# Message from the King
Message from the King je reggae album Princa Fara I, izdan leta 1978.

## Seznam pesmi
| Stran 1 | Stran 1                 | Stran 1 |
| Št.     | Naslov                  | Dolžina |
| ------- | ----------------------- | ------- |
| 1.      | „Message from the King‟ |         |
| 2.      | „The Dream‟             |         |
| 3.      | „Commandment of Drugs‟  |         |
| 4.      | „Moses, Moses‟          |         |
| 5.      | „Blackman Land‟         |         |

| Stran 2 | Stran 2           | Stran 2 |
| Št.     | Naslov            | Dolžina |
| ------- | ----------------- | ------- |
| 1.      | „Concrete Column‟ |         |
| 2.      | „Dry Bone‟        |         |
| 3.      | „Foggy Road‟      |         |
| 4.      | „Wisdom‟          |         |
| 5.      | „Armageddon‟      |         |

## Zasedba
- Eric »Fish« Clarke – bobni, tolkala, vokal
- Sly Dunbar – bobni
- Leroy Wallace – bobni
- Carlton »Santa« Davis – bobni
- Theophilus Beckford – klavir
- Dennis Brown – klavir
- Winston »Bo Pee« Bowen – klavir
- Errol »Tarzan« Nelson – orgle
- Earl »Chinna« Smith – kitara
- Royal Soul – kitara
- Eric »Bingy Bunny« Lamont – ritem gitara
- Errol »Flabba« Holt – bas kitara, vokal
- Culture – vokal
- Michael James Williams »Prince Far I« – vokal
- Uziah »Sticky« Thompson – tolkala